# APCOM
APCOM é uma importante agência de imprensa na Itália.
Fundada pelo jornalista italiano Lucia Annunziata, em 2001, com sede em Roma, Itália, possui escritórios em Budapeste, Bruxelas, Moscou e Nova York. Desde a sua fundação tem uma parceria exclusiva com a Associated Press para a Itália e a Suíça e em 2008, assinou um acordo com a RIA Novosti. É um parceiro exclusivo da MENTES Internacional na Itália.
Em 2003 foi adquirida pela Telecom Media News, uma divisão da Telecom Italia Media para fornecer relatórios e notícias para La7 e  MTV Itália , programas de notícias, teletexto e websites.
Em 29 de abril de 2009, o empresário italiano Giancarlo Abete (através do Gruppo Abete) adquiriu uma participação majoritária (60%) da Telecom Media News.